# Waldemar Steffen
Waldemar Steffen (23 novembre 1872 – 12 febbraio 1965) è stato un altista, lunghista e triplista tedesco.
Partecipò alle gare di atletica leggera dei Giochi della II Olimpiade che si svolsero a Parigi nel 1900. Prese parte alle gare di salto triplo, salto in alto, salto in lungo e salto triplo da fermo. I risultati più significativi da lui ottenuti furono l'ottavo posto nella gara di salto in lungo e il quarto posto nella gara di salto in alto.